# Pubertate

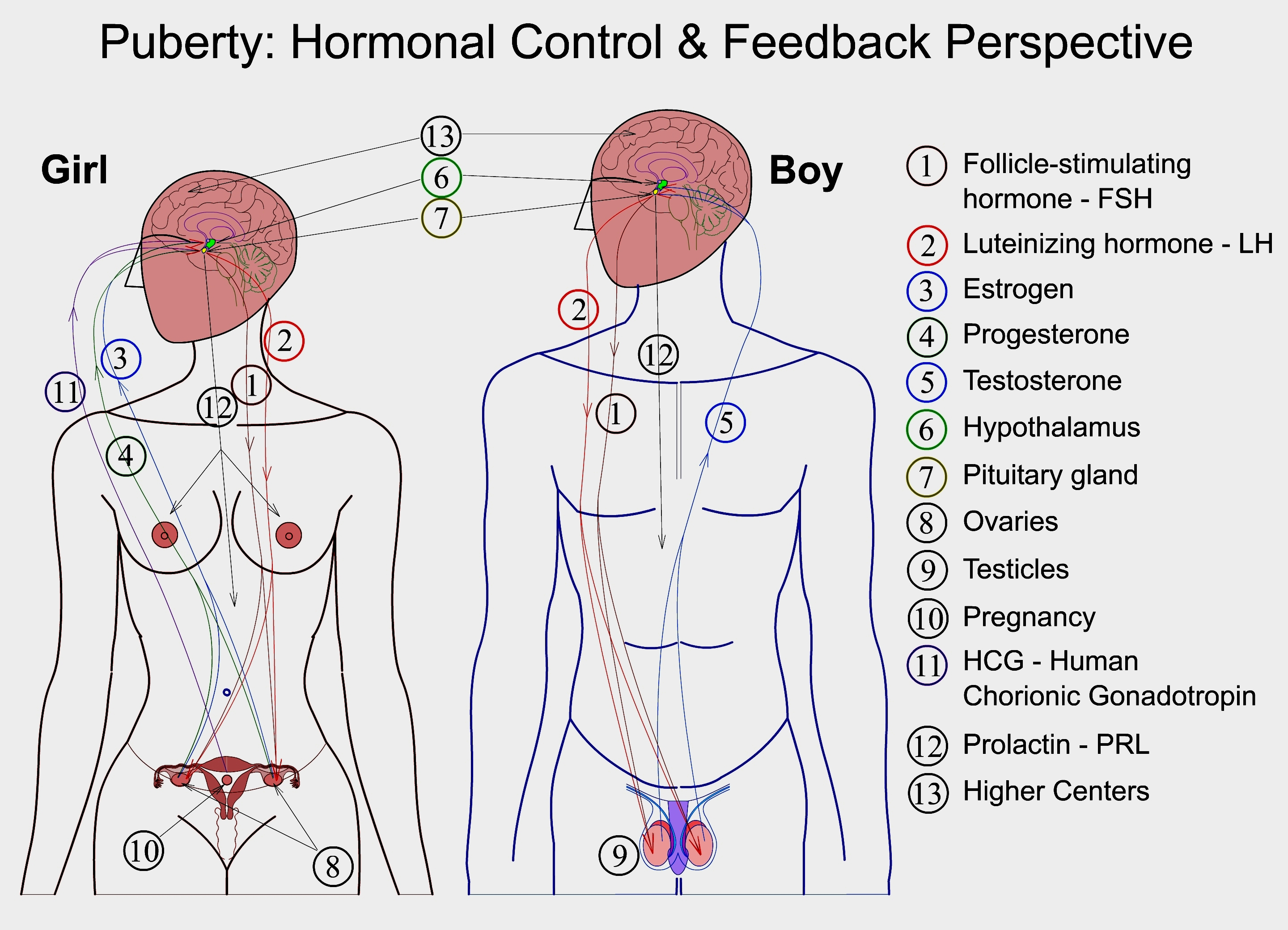
Controlul hormonal întimpul pubertății

Pubertatea este perioada vieții dintre copilărie și maturitate când organismul uman, atât feminin, cât și masculin, se dezvoltă din punct de vedere psihic, cât și fizic, în special organele sexuale, devenind adult și capabil pentru a se reproduce sexual. Pubertatea declanșată de stimulii hormonali din creier trimiși către gonade, ovarele la fete și testiculele la băieți. Ca răspuns la acești stimuli gonadele produc hormoni care stimulează libidoul și creșterea, funcționarea  și transformarea creierului, oaselor, mușchilor, sângelui, sânilor și organelor sexuale. Pubertatea începe în general în jurul vârstei de 10 - 12 ani. La fete aceasta debutează în jurul vârstei de 10 - 11 ani și se încheie în jurul vârstei de 15 - 17 ani, iar la băieți debutează la 11 - 12 ani și se încheie în jurul vârstei de 16 - 17 ani. Punctul de început al pubertății la fete este menarha, stadiul de început al menstruației, ce are loc prima dată în jurul vârstei de 12 - 13 ani. La băieți punctul de început al pubertății este prima ejaculare, spermarha, ce apare prima dată în jurul vârstei de 12 - 13 ani.

## Dezvoltarea organismului
În pubertate procesul de dezvoltare al organismului se accelerează. Între 12 și 13 ani apare părul în regiunea pubiană și axilară. Saltul statural (creșterea rapidă în înălțime) la fete începe la 10 ani și 6 luni și durează până la 13 ani, cu vârful vitezei de creștere în medie de 8,4 cm/an; la băieți, începe la 12 ani și 6 luni și durează până la 15 ani, cu vârful vitezei de creștere în medie de 9,4 cm/an, ca la vârsta de 2 ani. În jur de 15 ani apar coșurile pe față, se îngroașă vocea la băieți și începe creșterea părului facial.
Pe lângă modificările corporale pe care pubertatea le presupune, sunt foarte importante și schimbările emoționale ce caracterizează această perioadă. La vârsta pubertății, copiii devin mai conștienți de propria înfățișare, mai preocupați de crearea unui stil personal și de poziționarea în raport cu ceilalți. 
Apare dorința de independență și de libertate în a lua decizii, iar comunicarea cu adolescentul poate deveni dificilă. În lipsa unei comunicări eficiente, relația părinte-adolescent poate deveni distantă, iar aversiunea copilului adolescent față de autoritatea părinților poate declanșa numeroase conflicte.

## Pubertate precoce
Pubertatea precoce e pubertatea care se instalează înaintea vârstei de 9 ani la fete și 10 ani la băieți. Simptomele pubertății precoce sunt: dezvoltarea sexuală rapidă, înălțime mai mare decât a copiilor de aceeași vârstă, dezvoltarea rapidă a sânilor la fete, creșterea timpurie a penisului și a testiculelor la băieți. Opusul pubertății precoce este pubertatea târzie, aceasta e pubertatea care se instalează la vârsta de 15-16 ani. Copiii diagnosticați cu această afecțiune trebuie să urmeze lunar un tratament injectabil, până la vârsta pubertății normale. De altfel, în unele cazuri, pubertatea precoce ar putea fi confundată cu telarha prematură. Acest tip de afecțiune are un singur simptom, întâlnit, de asemenea și la pubertatea precoce, și anume acela de dezvoltare înainte de vreme a sânilor. Deosebirea dintre cele două este că telarha nu este provocată de sistemul hipotalamus și nu necesită tratament, ci doar supraveghere medicală.